# رالف ایزارد
رالف ایزارد (به انگلیسی: Ralph Izard) سناتور سابق عضو حزب فدرالیست (آمریکا) بود. وی در سال ۱۷۸۹ تا ۱۷۹۵ میلادی سناتور ایالت کارولینای جنوبی در سنای ایالات متحده آمریکا بود.